# Grabina (Silésie)
Pour les articles homonymes, voir Grabina.
Grabina est une localité polonaise de la gmina de Toszek, située dans le powiat de Gliwice en voïvodie de Silésie.